# Urania (Berlin)

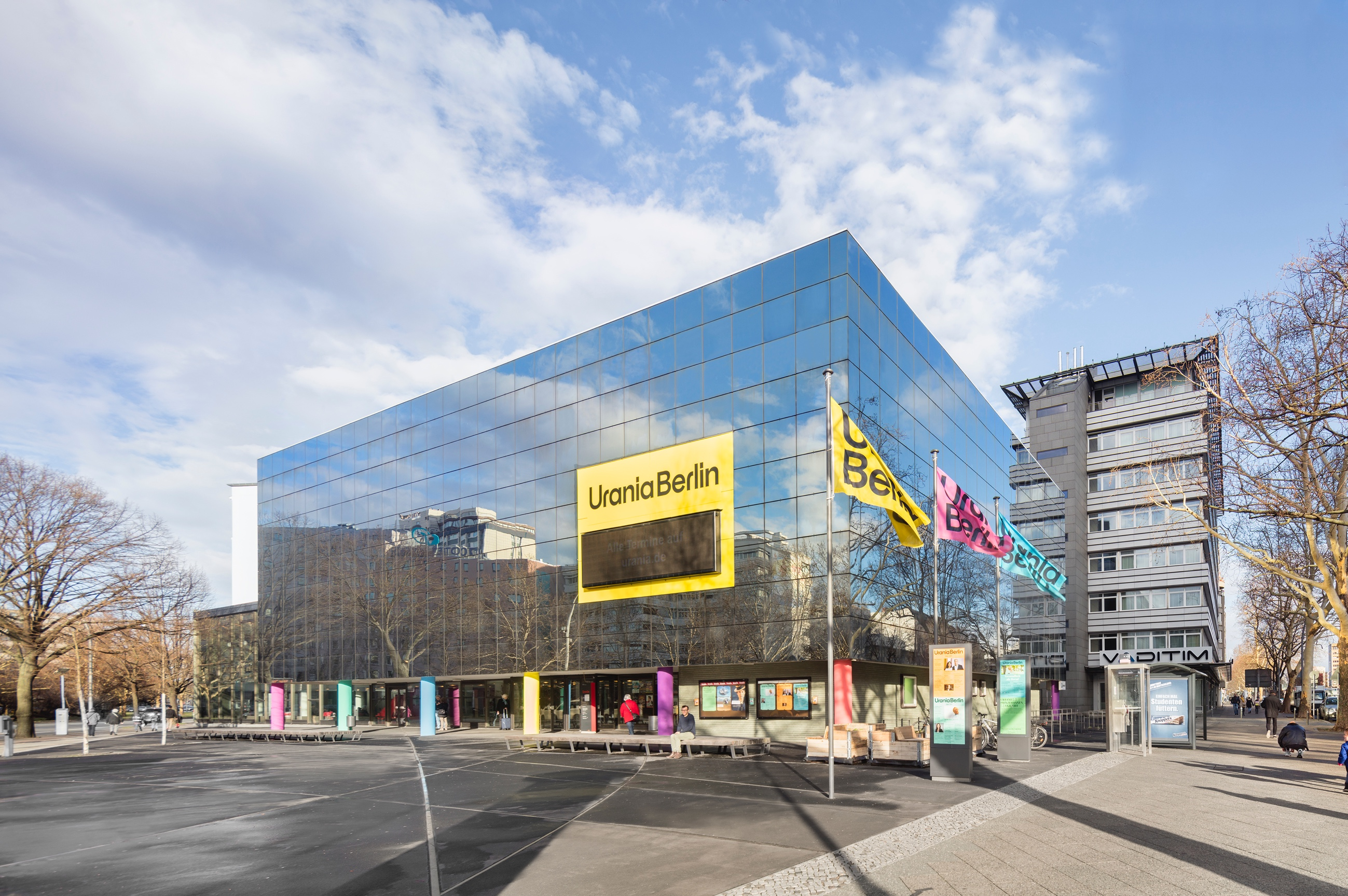
Das Gebäude der Urania in Berlin-Schöneberg

Die Berliner Gesellschaft Urania wurde 1888 gegründet mit dem Ziel, wissenschaftliche Erkenntnisse auch einem Laienpublikum zugänglich zu machen. Mit ihrem weit gefächerten Programm ist die Urania heute eine über Berlin und Deutschland hinaus bekannte gemeinnützige Kultur- und Bildungseinrichtung.

## Vorgeschichte

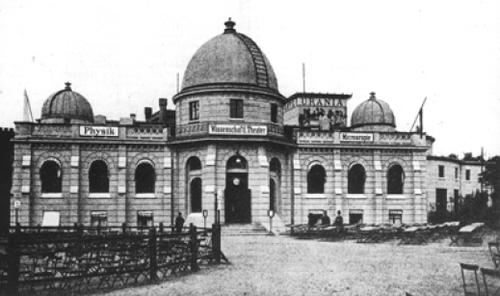
Das 1889 eingeweihte ehemalige Gebäude in der Berliner Invalidenstraße (Architekt: Paul Emanuel Spieker)

Die ersten Impulse gab 1827/1828 Alexander von Humboldt mit seinen öffentlichen „Kosmos-Vorlesungen“ im damaligen Gebäude der Berliner Singakademie, unmittelbar neben der Berliner Universität (heute: Humboldt-Universität) gelegen. Humboldt wandte sich mit seinen naturwissenschaftlichen Vorträgen an breite Bevölkerungsschichten – unter seinen Hörern befanden sich sowohl Handwerker als auch Angehörige der Hofgesellschaft, einschließlich des Königs Friedrich Wilhelm III. – und ergänzte so die volkspädagogischen Absichten seines Bruders Wilhelm von Humboldt. Der Astronom Wilhelm Foerster, einst Schüler Alexander von Humboldts und später Direktor der Berliner Sternwarte, führte die Ansätze seines Lehrers fort. Gemeinsam mit dem aus Wien zugezogenen Astronomen Max Wilhelm Meyer, der in der Donaustadt schon ähnliche Pläne verfolgt hatte, plante er eine feste Einrichtung, die dauerhaft geeignet sein sollte, einem Laienpublikum solides Fachwissen nahezubringen. Die beiden angesehenen Gelehrten konnten prominente Geldgeber für ihr Projekt gewinnen, darunter den Industriellen Werner von Siemens.

## Geschichte der Urania

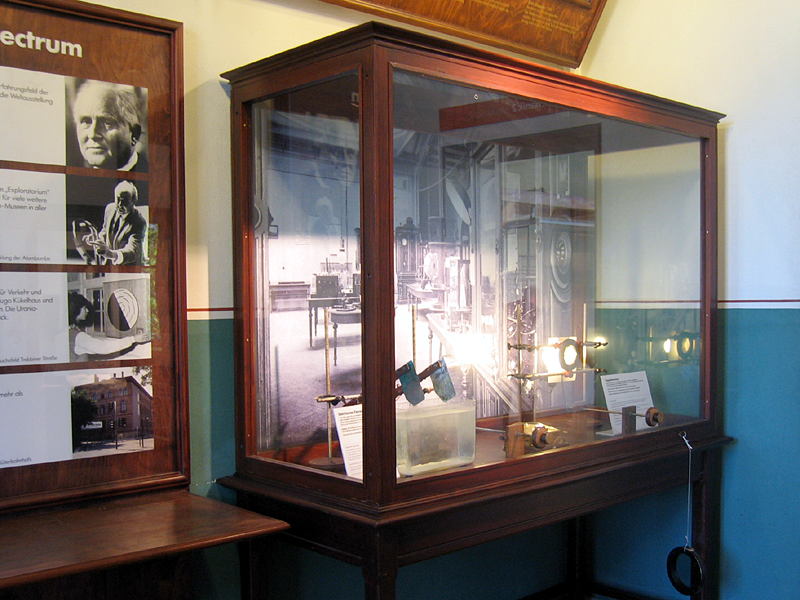
Historisches Exponat (im Science Center Spectrum ausgestellt)

### Konzept
Das Gründungskonzept sah eine neuartige Institution vor, die aus einer Sternwarte – der ersten Volkssternwarte der Welt –, aus wissenschaftlich technischen Ausstellungen und einem wissenschaftlichen Theater bestehen sollte. Mit einem Spendenkapital von 205.000 Mark (kaufkraftbereinigt in heutiger Währung: rund 1,80 Millionen Euro), einer damals sehr beträchtlichen Summe, wurde am 3. März 1888 die Gesellschaft Urania in Form einer Aktiengesellschaft gegründet. Ihren Namen bekam sie nach der Muse Urania, die in der griechischen Mythologie als Schutzgöttin der Sternkunde galt. Aufgabe der neuen Einrichtung, in der Gründungssatzung formuliert, war die „Verbreitung der Freude an der Naturerkenntnis“. Das erste Gebäude der Urania wurde an der Invalidenstraße errichtet und am 1. Juli 1889 eingeweiht. Es wurde im Zweiten Weltkrieg weitgehend zerstört; der nordöstliche Vortragssaal blieb allerdings erhalten und wurde in den Neubau der Polizeidienststelle integriert. 
Besondere Anziehungspunkte waren die Abteilungen für Astronomie, für Physik und für Mikroskopie. Das neuartige Angebot, bei dem die Besucher sich erstmals spielerisch an verschiedenen Experimenten beteiligen konnten, sorgte für großes Interesse. Im ersten Betriebsjahr kamen schon 98.000 Besucher, sechs Jahre später waren es bereits 178.000. Das erfolgreiche Konzept wurde im In- und Ausland übernommen, es folgten rasch Vereinsgründungen zum Beispiel in Magdeburg, Hamburg, Kassel, Jena, Chemnitz, Prag, Budapest, Graz und Wien.

### Sternwarte

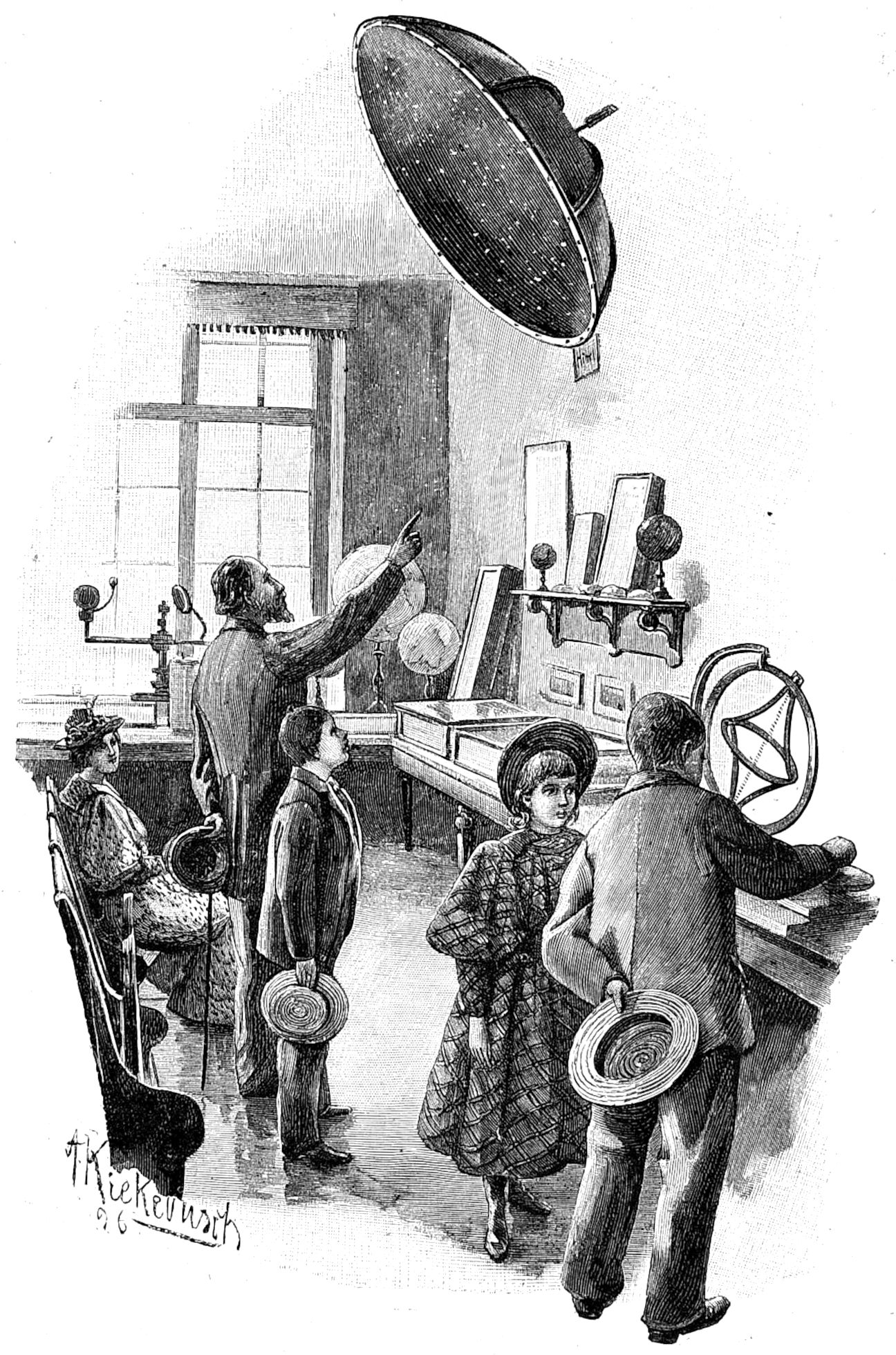
Urania Berlin 1896 – Die astronomische Abteilung

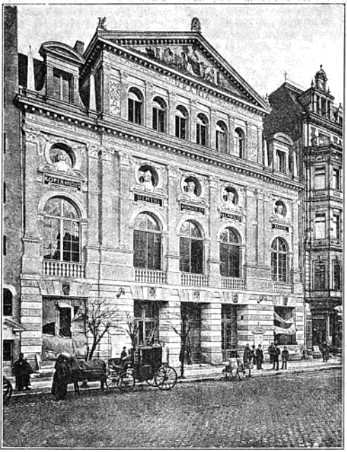
Urania Taubenstraße, 1896

Als Hauptinstrument für die Sternwarte der Urania baute 1889 die Firma von Carl Bamberg einen 12-Zoll-Refraktor, der Ende Dezember desselben Jahres der Öffentlichkeit übergeben wurde. Zu dieser Zeit war der sogenannte Bamberg-Refraktor mit seiner Öffnung von 314 Millimetern und einer Brennweite von fünf Metern das größte Teleskop in Preußen und nach dem Straßburger Refraktor das zweitgrößte im Deutschen Reich. Mit ihm entdeckte der an der Einrichtung tätige Astronom Gustav Witt die Asteroiden Berolina und Eros. Die Urania erhielt vom Minor Planet Center den Observatoriumscode 537. Als erster Astronom der Urania-Sternwarte war seit 1889 Friedrich Simon Archenhold beschäftigt und von 1894 bis 1899 arbeitete dort Bruno Hans Bürgel.

### Kriegsauswirkungen

Briefmarke von 1988

Eine schwierige Phase musste während der beiden Weltkriege und der dazwischenliegenden Weltwirtschaftskrise gegen Ende der 1920er Jahre überstanden werden; das 1895/1896 von Walter Hentschel in der Taubenstraße erbaute zweite Urania-Gebäude wurde 1928 aufgegeben; alle Aktivitäten waren in dieser Zeit stark eingeschränkt. Der Bamberg-Refraktor wurde 1951 im zerstörten Urania-Gebäude abgebaut und in die Papestraße zur Wilhelm-Foerster-Sternwarte gebracht. 1953 wurde die Urania als eingetragener Verein neu gegründet und begann ihre Tätigkeit in den Räumen der Technischen Universität Berlin. Für Zulauf sorgten Lesungen berühmter Literaten wie Heinrich Böll, Max Frisch und Günter Grass. In die Programmplanung wurden nun verstärkt die Bereiche Kunst und Unterhaltung einbezogen. Seit 1962 hat die Urania ihren Standort in Berlin-Schöneberg in der Nähe des Wittenbergplatzes.
In der DDR wurde, auch mit Bezug auf die Urania der Vorkriegszeit und als Reaktion auf die Gründung des gleichnamigen Vereins 1953 in West-Berlin, in Ost-Berlin 1954 die Gesellschaft zur Verbreitung wissenschaftlicher Kenntnisse ins Leben gerufen. Die Publikationen dieser Massenorganisation erschienen im neuen Urania-Verlag, der 1947 in Jena gegründet worden war und den Verlagsnamen der Urania aus der Weimarer Republik wieder aufnahm. Ab 1966 erhielt die Gesellschaft zur Verbreitung wissenschaftlicher Kenntnisse die Zusatzbezeichnung Urania, die in Großbuchstaben „URANIA“ als schriftliche Kurzbezeichnung verwendet wurde. Als regelmäßiges Publikationsorgan für neu gewonnene Erkenntnisse erschien vierteljährlich die Zeitschrift „Urania“, darüber hinaus wurden gebundene Jahresbücher unter dem gleichen Titel und entsprechende Schriftenreihen zu unterschiedlichsten Wissenschaftsthemen in unregelmäßigen Abständen herausgegeben. Von Jena aus erweiterte der Urania-Verlag seinen Standort später noch auf Leipzig und Berlin. 

## Urania heute
Im Jahr 2020 hatte der Verein Urania Berlin e. V. rund 1100 Mitglieder. Neben den Mitgliedsbeiträgen werden die nicht mit öffentlichen Mitteln geförderte Einrichtung und das Programm hauptsächlich durch Eintritte sowie die Vermietung von Räumlichkeiten finanziert. Beratend wirkt ein Kuratorium, dem unter anderen die Präsidenten der Berliner Universitäten, der Charité und der Berlin-Brandenburgischen Akademie der Wissenschaften und der Leibniz-Gemeinschaft angehören.
Für Besucher aller Altersstufen werden zahlreiche Veranstaltungen angeboten. Zum Programm gehören allgemeinverständliche Vorträge zu aktuellen Fragen aus Wissenschaft, Kultur, Politik und Gesellschaft. Das Haus bietet zahlreiche Flächen für unterschiedliche Formate, darunter Podiumsdiskussionen und künstlerische Darbietungen, Tagungen, Kongresse und Fachmessen. Mit zwei modern ausgestatteten Kinosälen ist das Urania-Haus zudem eines der größten Programmkinos in Berlin. In den Foyers werden Ausstellungen zu wechselnden Themen gezeigt. Ungefähr 200.000 Besucher jährlich nehmen an den rund 1300 Veranstaltungen teil. Seit April 2023 leitet Johanna Sprondel die Urania. Sie ist die erste Direktorin in der Geschichte des Vereins.

## Urania Bauvorhaben
Als traditionsreiches Wissenszentrum und Bürgerforum für Demokratie und Vielfalt, Wissenschaft und Umwelt erhält die Urania Berlin die Möglichkeit einer baulichen Erweiterung. In seiner Sitzung am 26. November 2020 hat der Haushaltsausschuss des Deutschen Bundestages die finanzielle Beteiligung des Bundes an den Baumaßnahmen in Berlin beschlossen. Die Gesamtkosten für die Sanierung und Erweiterung des Gebäudes An der Urania 17 in Höhe von 85,5 Millionen Euro sollen je zur Hälfte vom Land Berlin und vom Bund getragen werden. Dazu hat der Deutsche Bundestag 42,75 Millionen Euro in den Bundeshaushalt eingestellt. Nach der Entscheidung des Bundes im November 2020, die Erweiterung der Urania mit 42,75 Millionen Euro anteilig zu fördern, hat der Berliner Senat im Juni 2021 die Co-Finanzierung des Bauvorhabens in gleicher Höhe beschlossen. Die Landesmittel kommen aus dem Innovationsförderfonds des Landes Berlin. Mit Hilfe der Gesamtmittel von 85,5 Millionen Euro kann das Wissenszentrum Urania in den kommenden Jahren zu einem nationalen Bürgerforum für vielfältige Zielgruppen erweitert werden.

## Urania-Medaille
Von 1988 bis 2022 verlieh die Urania jedes Jahr die Urania-Medaille an Persönlichkeiten, die sich über ihre international herausragende fachliche Leistung hinaus um die Vermittlung von Bildung und Aufklärung an eine breite Öffentlichkeit besonders verdient gemacht hatten.
Preisträger
- 1988: Rudolf Mößbauer
- 1989: Katharina Heinroth
- 1990: Gunther S. Stent
- 1991: Gerd Binnig
- 1992: Günter Tembrock
- 1993: Horst-Eberhard Richter
- 1994: Eugen Drewermann
- 1995: Gerhard Ebel
- 1996: Rudolf Kippenhahn
- 1997: Hans-Jochen Vogel
- 1998: Jens Reich
- 1999: Gesine Schwan
- 2000: Michael Succow
- 2001: Heinz Sielmann
- 2002: Gerhard Roth
- 2003: Jürgen Mlynek
- 2004: Richard von Weizsäcker
- 2005: Christiane Nüsslein-Volhard
- 2006: Roland Hetzer
- 2007: Sir Simon Rattle
- 2008: Klaus Töpfer
- 2009: Hans-Dietrich Genscher
- 2010: Kurt Masur
- 2011: Claudia Kemfert
- 2012: Harald Lesch
- 2013: Anton Zeilinger
- 2014: Daniel Barenboim
- 2015: Annette und Rüdiger Nehberg
- 2016: Rolf-Dieter Heuer
- 2017: Alexander Gerst
- 2018: Ulrich Bleyer
- 2019: Seyran Ateş
- 2020: Antje Boetius
- 2021: Christian Drosten und Sandra Ciesek
- 2022: Igor Levit

## Urania Courage Preis
Mit dem Urania Courage Preis verleiht die Urania Berlin seit 2022 den Urania Courage Preis. Er soll gegenwärtiges zivilgesellschaftliches und bürgerschaftliches Engagement ehren. Die Schirmherrschaft für den Preis hat Elke Büdenbender, Verwaltungsrichterin und Ehefrau von Bundespräsident Frank-Walter Steinmeier, übernommen.
Preisträger
2022 Theresa Breuer; Journalistin, Filmemacherin und Mitgründerin „Kabul Luftbrücke“

## Frühere Urania-Direktoren (Auswahl)
- Der Herausgeber und Fotograf Franz Goerke war von 1897 bis 1930 Direktor der Urania.
- Der Philosoph Gerhard Ebel leitete den Verein von 1983 bis 1995.
- Der Astrophysiker Ulrich Bleyer leitete den Verein von 1995 bis 2018. Im Jahr 2018 wurde er für seine Verdienste mit der Urania-Medaille ausgezeichnet.
- Der Kommunikationswissenschaftler und Kulturmanager Ulrich Weigand leitete die Urania von 2018 bis 2023. Er erweiterte den Kulturverein zum nationalen Bürgerforum für Demokratie und Vielfalt, Bildung, Wissenschaft und Umwelt.